# Nordostchinesische Ebene
Koordinaten: 45° N, 125° O
Die Nordostchinesische Ebene (东北平原,  Dongbei pingyuan) oder Songliao-Ebene (松辽平原,  Song-Liao pingyuan) befindet sich in Nordostchina zwischen dem Großen Hinggan-Gebirge, dem Kleinen Hinggan-Gebirge und dem Changbai-Gebirge. Sie erstreckt sich vom Mittellauf des Nen Jiang (嫩江 Nonni) im Norden bis zur Liaodong-Bucht des Bohai-Meeres im Süden über eine Länge von etwa 1000 Kilometern, ihre größte Breite in Ost-West-Richtung beträgt 400 Kilometer. Mit einer Fläche von 350.000 Quadratkilometern ist sie die größte der drei großen Ebenen in China. Im Wesentlichen ist sie durch Anschwemmungen der Flüsse Liao He (辽河), Songhua Jiang (松花江 Sungari) und Nen Jiang entstanden. 

## Drei Teile
Die Nordostchinesische Ebene besteht aus den folgenden drei Teilen: (1.) der Songnen-Ebene im Flussgebiet des Songhua Jiang und des Nen Jiang (Nonni), (2.) der Liaohe-Ebene im Einzugsgebiet des Liao He sowie (3.) der Sanjiang-Ebene ("Drei-Flüsse-Ebene" im Gebiet des Zusammenflusses des Songhua Jiang, Ussuri und Heilong Jiang (Amur). Der Großteil der Ebene liegt niedriger als 200 Meter, die relative Höhe liegt zwischen 20 und 50 Metern. Bei Changchun liegt die Wasserscheide der Flüsse Songhua Jiang (Sungari) und Liao He. Südlich davon heißt sie Liaohe-Ebene, nördlich davon Songnen-Ebene.

## Klima
Die Sommer sind warm und regenreich, die Temperatur ist im Winter niedrig mit einer langen Kälteperiode. Der Frühling ist sehr kurz. 

## Landwirtschaft
Der Boden aus schwarzer Erde ist sehr fruchtbar. Es werden hauptsächlich Sojabohnen, Sorghum, Weizen, Wasserreis, Zuckerrüben und Raps angebaut. Es ist inzwischen das wichtigste Landwirtschaftsgebiet Chinas. 

## Bodenschätze
An Bodenschätzen gibt es Erdöl- und Kohlevorkommen, an der Küste wird Salz gewonnen.

## Orte
Wichtige Orte in der Nordchinesischen Ebene sind Anshan, Changchun, Daqing, Fushun, Fuxin, Harbin, Jilin, Qiqihar und Shenyang.